# Loch Eaval
Loch Eaval, schottisch-gälisch Loch Eubhal, ist ein Süßwassersee auf der schottischen Hebrideninsel North Uist. Historisch gehörte er zur traditionellen Grafschaft Inverness-shire.

## Beschreibung
Der See liegt im Westen von North Uist auf einer Höhe von fünf Metern über dem Meeresspiegel. Loch Eaval liegt in einer äußerst dünn besiedelten Region. An seinem Südufer befinden sich jedoch die Weiler Balranald und Tigharry. Lochmaddy, der Hauptort North Uists, liegt rund 19 Kilometer östlich. Die A865 führt entlang des westlichen Seeufers und erschließt den Loch Eaval. Obschon der Loch Hosta nur 600 Meter nordöstlich bei Hosta liegt, besteht keine Verbindungen zwischen beiden Gewässern.
Der Loch Eaval ist sehr unregelmäßig geformt. Ein abgeschnürter Seeteil im Südosten wird auf manchen Karten als Loch Grunavat separat betrachtet. Der Loch Eaval weist eine maximale Länge von 1,5 Kilometern bei einer maximalen Breite von 1,09 Kilometern auf, woraus sich eine Seefläche von 38 Hektar und ein Umfang von sieben Kilometern ergeben. Aus seiner mittleren Tiefe von 6,3 Metern ergibt sich ein Volumen von rund 2,36 Mio. Kubikmetern. Sein Einzugsgebiet umfasst 849 Hektar und erstreckt sich vornehmlich nach Osten. Es besteht zu etwa 25 % aus Heide- und zu 52 % aus Grasland. Ein am Ostufer einmündender Bach speist den Loch Eaval. Er vereint die Abflüsse aus den kleinen Seen Loch nan Clach Mora, Loch an t-Sruthain Bhain, Loch Bhiorain, Loch Airigh Alasdair, Loch na Creige Glaise und Loch na Beiste. Der See entwässert über einen vom Westufer abfließenden Bach, der rund 250 Meter westlich in den Loch Grogary mündet, der wiederum in den Atlantischen Ozean entwässert.